# Cao nguyên Sơn La
Cao nguyên Sơn La là một cao nguyên ở vùng Tây Bắc Việt Nam. Cao nguyên này nằm ở độ cao 600 mét so với mực nước biển, dài khoảng gần 100 km từ dải trũng Yên Châu (đông nam Sơn La) lên đến Tuần Giáo (Điện Biên), và rộng khoảng 25 km. Cao nguyên này được cấu tạo chủ yếu bằng đá phiến và đá vôi.
Trên cao nguyên có một số cánh đồng có đất tốt và đủ nước, như Chiềng Đông (Yên Châu) và Mai Sơn. Nhưng cũng có những nơi thiếu nước, thường là bề mặt san bằng của núi mà đôi khi cũng coi là cao nguyên riêng, như Nà Sản (Mai Sơn) và Cò Nòi (Mai Sơn). Phần phía nam của cao nguyên Sơn La có nhiều rừng cây gỗ. Trong khi đó phần phía bắc chủ yếu là những trảng cỏ tranh rộng lớn.
Khí hậu trên cao nguyên Sơn La nói chung mát mẻ. Mùa đông đôi khi có sương muối. Mùa hè đôi khi có gió Lào.
Trên cao nguyên Sơn La có mỏ đồng và niken.